# SN 1973E
SN 1973E – supernowa odkryta 6 kwietnia 1973 roku w galaktyce A125706-0501. W momencie odkrycia miała maksymalną jasność 16,20m.